# Chesterfield (sigarettenmerk)

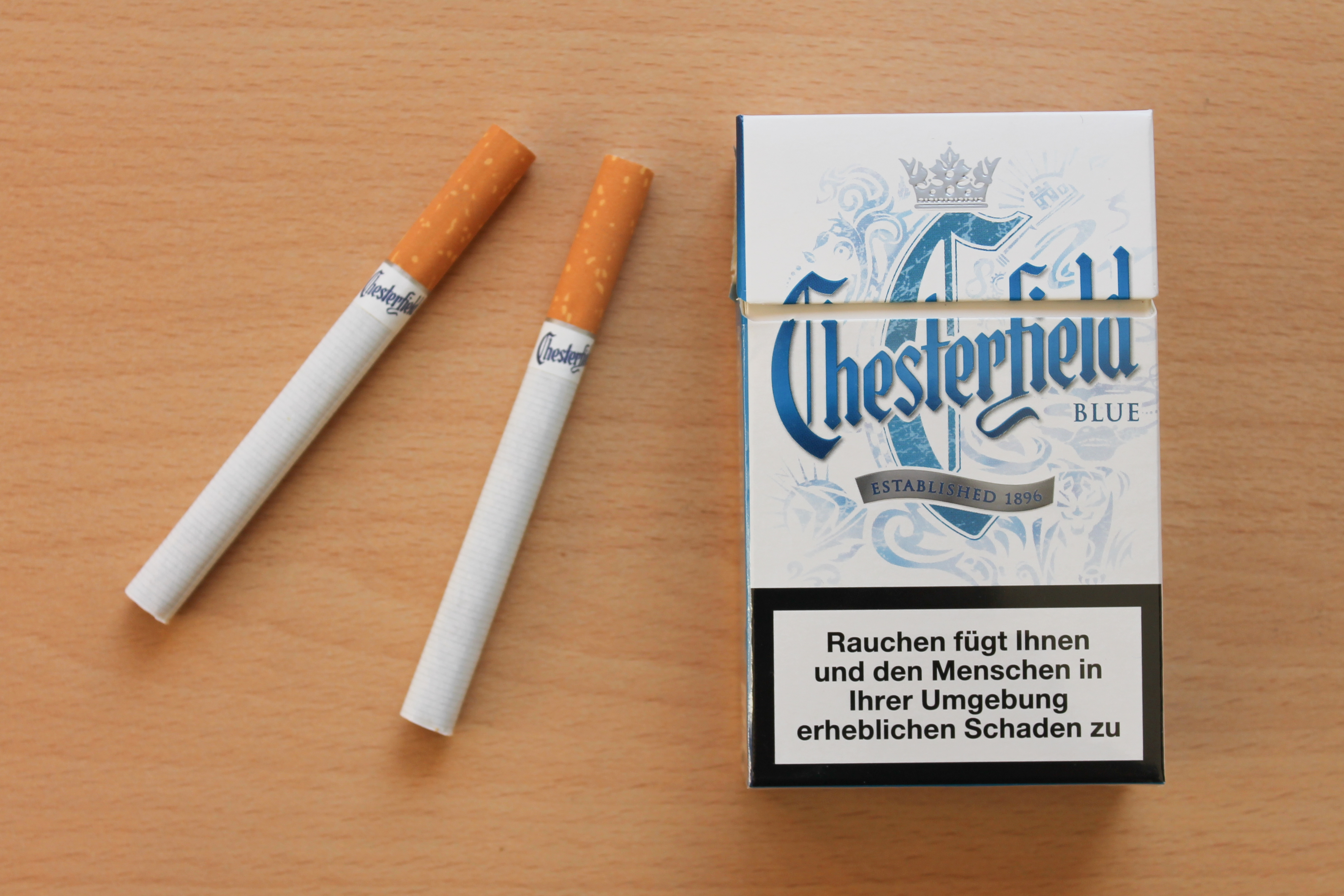
Chesterfield Blue

Chesterfield is een sigarettenmerk geproduceerd door Altria Group, vernoemd naar Chesterfield County in de Amerikaanse staat Virginia.
Chesterfield is een van de 95 county's van Virginia, waar Altria een van haar vier onderzoekscentra in de wereld heeft in de hoofdstad en stadsdistrict Richmond. Het is echter Richmond County, circa 85 km naar het noordoosten, dat zijn naam leent aan een ander sigarettenmerk van de groep.
Oorspronkelijk werd Chesterfield geproduceerd door de "Liggett and Meyers Tobacco Company" wat later de "Liggett Group" werd. In 1999 verkocht Liggett de merken Chesterfield, Lark en L&M aan Philip Morris Companies Inc., dat later onder de naam Altria Group verderging.
Het merk Chesterfield is vooral in Europa nog bekend. De productie voor België en Nederland vond voornamelijk plaats in de fabriek in Bergen op Zoom, tot deze in 2014 gesloten werd.